# 김명섭 (뮤지컬 배우)
김명섭(1985년 ~ )은 대한민국의 뮤지컬 배우다. 2009년 연극 '바쁘다 바뻐'로 데뷔했다.

## 학력
- 한밭대학교 화학공학과
- 명석고등학교

## 방송
- 헬로트로트 (2021) - Top20

## 공연
- 고양 예술인 페스티벌 - 계절이야기 (2018)
- 최치원 (2015)
- 시간에 (2014)
- 빛골 아리랑 (2014)
- 뮤직박스 (2013)
- 사랑을 이루어 드립니다 (2012)
- 명성황후 (2011, 2012)
- 투란도트 (2010)
- 피맛골 연가 (2010, 2011)
- 바쁘다 바뻐 (2009, 2010)

## 음반
- 헬로트로트 Part.4 (2022)